# Caragana erinacea
Caragana erinacea är en ärtväxtart som beskrevs av Vladimir Leontjevitj Komarov. Caragana erinacea ingår i släktet karaganer, och familjen ärtväxter. Inga underarter finns listade i Catalogue of Life.